# Глухари (Магдагачинский район)
Глухари — упразднённый блокпост (тип населённого пункта) в Магдагачинском районе Амурской области России. Исключен из учётных данных в 1976 году.

## География
Блокпост располагался на правом берегу реки Глухари (приток реки Магдагачи) у одноимённого железнодорожного разъезда на линии Сковородино — Свободный, на расстоянии примерно 7 километров (по прямой) к северо-западу от поселка Магдагачи.

## История
Решением Амурского исполкома от 18 мая 1976 года № 208, блокпост Глухари исключён из учётных данных как фактически не существующий.